# Царская дорога
Ца́рская доро́га, Царская почтовая дорога — известная из сочинений Геродота мощёная дорога, сооружённая персидским царём Дарием I в V веке до н. э.
Даже после исчезновения Персидской империи и образования Сирийского царства часть ее участков продолжали использовать цари и войска династии Селевкидов. Именно они проложили часть пути от Сард в Эфес, который был тогда важным портом царства. Затем ее частично использовали уже во времена Римской республики и империи, а впоследствии Византийской империи. В Энциклопедическом словаре Брокгауза и Ефрона указано что царская почтовая дорога от столицы персидских царей Суз до Сард, в Малой Азии, имела протяжение около 3 400 километров.

## Протяжённость

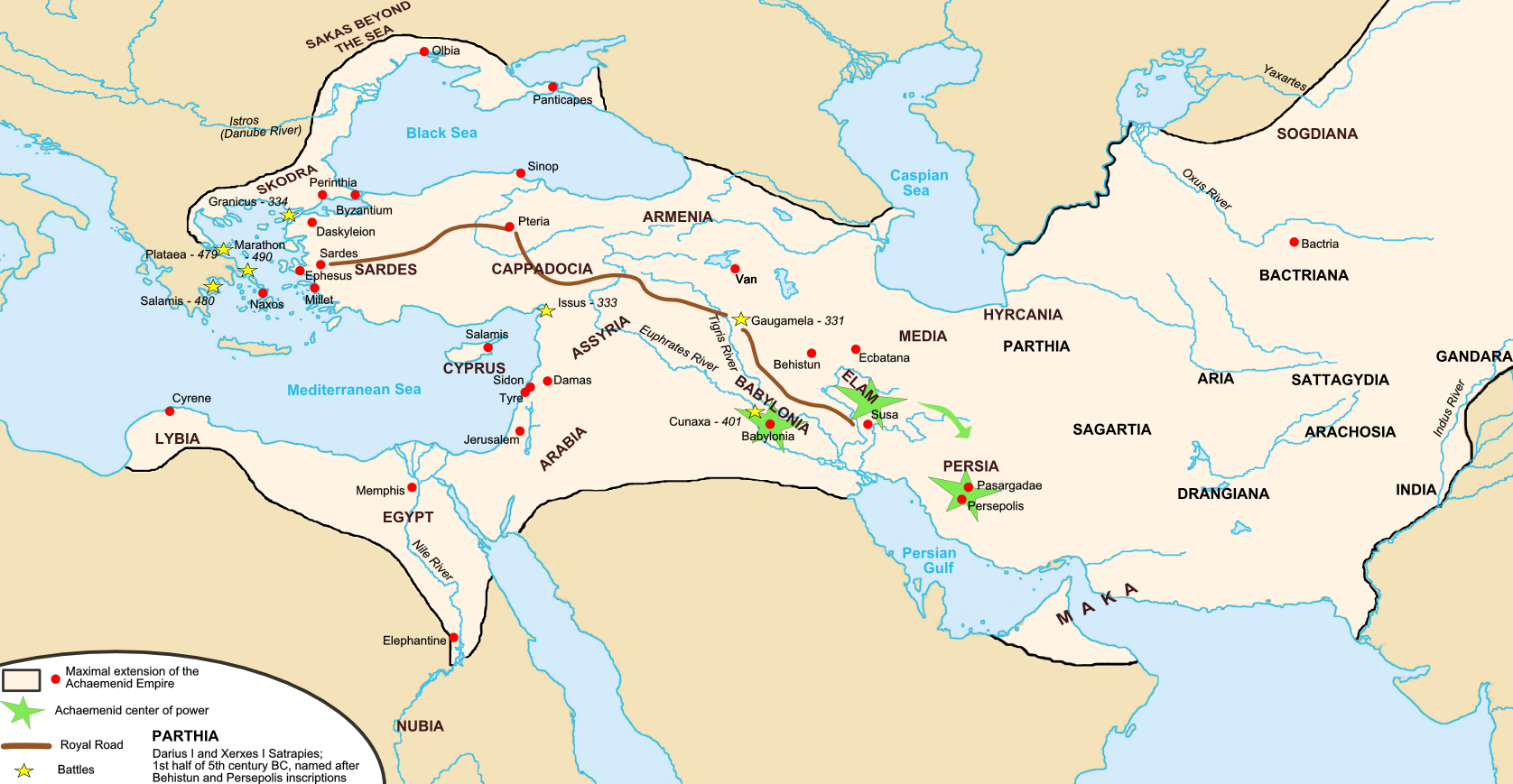
Карта державы Ахеменидов и Царской дороги.

Протяжённость Царской дороги реконструируется по Геродоту, другим историческим свидетельствам и археологическим данным. Она начиналась в Сардах (около 90 км к востоку от современного города Измир в Турции) и шла на восток к ассирийской столице Ниневии (нынешний Мосул в Ираке). Затем, как считается, она разделялась на две части: одна вела на восток, через Экбатаны к Шёлковому пути, другая — на юг и юго-восток, к Сузам и Персеполю. Общая протяжённость — около 2200 километров
Так как Царская дорога не была проложена по самому удобному маршруту, который мог бы связать крупнейшие персидские города, историки считают, что при строительстве использовались участки дорог, проложенных ещё ассирийскими царями. На востоке она практически сливается с Шёлковым путём.
Качество проложенной дороги было столь высоким, что она продолжала использоваться по крайней мере до римской эпохи; в турецком городе Диярбакыр сохранился перестроенный римлянами мост, бывший частью Царской дороги. Её строительство способствовало расцвету персидской торговли, достигшему пика во времена Александра Македонского.

## Описание
Была мощеной и имела две полосы движения. Она пересекала всю империю от города Сузы, одной из столиц Персии, в город Сарды, вблизи Эгейского моря.  Ее длина составляла 2683 км (по другим подсчетам 2699 км). Вдоль дороги построили 111 остановок, где можно было заменить лошадей, отдохнуть и поесть. Связывала важнейшие политико-экономические центры страны.
Шла через Лидию, Фригию (главный центр — Гордей), пересекала реку Галис (современный Кызылырмак в Турции), проходила Каппадокией, затем поворачивала на север — в Ассирию, доходя до Ниневии (района современного Мосула в Ираке), затем пересекала Евфрат, проходила вдоль реки Тигр. После этого дорога разделялась на две ветви, одна из которых через горы Загрос доходила до города Экбатаны (другой столицы империи), после чего направлялась к Великому Шелковому пути, А другая шла в юго-восточном направлении через Вавилон в сторону Суз. По свидетельству многочисленных историков и современников эта дорога отличалась высоким качеством.
Царская дорога была своеобразным стержнем всей системы дорог Персии. С ней была связана дорога, которая шла к сатрапиям Бактрия и Согдиана. Другие пути доходили до Исского залива Средиземного моря и Синопa на Черном море. Дорога считалась самой безопасной, потому что ее постоянно патрулировала охрана, и потому что она вела через населенные пункты. Система связи была настолько совершенной, что персидский курьер мог добраться от Сард до Суз за семь дней. Царская дорога способствовала расцвету торговли в государстве персов, продолжавшемся до похода Александра Македонского. В турецком городе Диярбакыр до сих пор сохранился мост, который был частью Королевской дороги, а затем был перестроен римлянами.

### Описание Геродота
В пятой и восьмой книгах «Истории» Геродота описывается протяжённость дороги, связывавшей отдалённые части державы Ахеменидов. Указывая, через какие города она проходила, историк восхищённо описывает устройство персидской почтовой службы и скорость, с которой перемещались гонцы Дария:

Нет на свете ничего быстрее этих гонцов: так умно у персов устроена почтовая служба! Рассказывают, что на протяжении всего пути у них расставлены лошади и люди, так что на каждый день пути приходится особая лошадь и человек. Ни снег, ни ливень, ни зной, ни даже ночная пора не могут помешать каждому всаднику проскакать во весь опор назначенный отрезок пути. Первый гонец передаёт известие второму, а тот третьему. И так весть переходит из рук в руки, пока не достигнет цели, подобно факелам на празднике у эллинов в честь Гефеста. Эту конную почту персы называют «ангарейон».
— 

## Принцип работы дорог
Почтовые станции (остановки), размещались вдоль основных дорог Персии на таком расстоянии, которое верхом можно преодолеть примерно за половину суток. Гонец, прибывающий с посылкой на станцию, передавал её другому. Такая «эстафета » продолжалась постоянно, поэтому для улучшения работы были задействованы дневные и ночные гонцы. Весь путь протяженностью около 2700 километров послание одолевало примерно за неделю.

## Последствия
Строительство качественных и безопасных дорог (в том числе и Царской дороги) способствовало развитию торговли. Персия стала первым государством, ввела монеты единого образца — Золотой Дарик. До этого, монеты существовали только в одном государстве — Лидии. Остальной мир, как деньги чаще всего использовал золотые или серебряные слитки, или же вообще не пользовался деньгами, осуществляя обменную торговлю.

## Царская дорога как метафора
Выражение «царская дорога» или «царский путь» ещё в античности стало крылатым, обозначавшим наиболее быстрый, лёгкий и разумный способ добиться чего-либо. Знаменита фраза Евклида, обращённая к желавшему обучиться наукам египетскому царю Птолемею: «Государь, к науке геометрии нет царской дороги!». Фрейд говорил о снах как о «царской дороге в бессознательное».
В христианском богословии выражение «царский путь» использовалось как метафора умеренности. Отрывок из статьи иеромонаха Серафима Роуза: "Учение об этом «царском пути» поясняет святой Василий Великий: «Правый сердцем тот, чья мысль не уклоняется ни в излишество, ни в недостаток, но направляется только к середине добродетели».